# Пароніт
Пароніт — листовий прокладковий матеріал, що виготовляється пресуванням/вальцюванням азбесту з каучуковим зв'язуючим і мінеральними наповнювачами приблизного складу: азбесту 60-75 %, каучуку з сіркою 12-13 %, мінеральних наповнювачів (глини, польового шпату, тальку та ін.) — решта. Приготовану суміш розбавляють до потрібної консистенції бензином, прокочують через вальці і вулканізують.
Виготовляють пароніт декількох типів.
Застосовується для ущільнення з'єднань, що працюють в середовищах: води і пари з тиском 5 МН/м2 (50 кгс/см2) і температурою 450 °С; нафти і нафтових продуктів при температурах 200—400 °С і тиску 7-4 МН/м2 відповідно; рідкого і газоподібного кисню, етилового спирту і т. ін.
Для підвищення механічних властивостей пароніт в деяких випадках армують металевою сіткою, такий матеріал називається фероніт.